# Focinheira (armadura)
A focinheira consistia em uma armadura eqüestre em uso durante a Idade Média; como se deduz do próprio nome tinha como função proteger o focinho do cavalo, compreendendo mandíbulas e orifícios nasais. Era forjada em ferro, de forma com grades, e foi acrescentada à testeira.

## Referência
- COIMBRA, Álvaro da Veiga, Noções de Numismática. SP. Secção Gráfica da Faculdade de Filosofia, Ciências e Letras da Universidade de São Paulo, 1965.